# Федерация на италианската музикална индустрия
Федерацията на италианската музикална индустрия (FIMI) (на италиански: Federazione Industria Musicale Italiana) е чартова организация, следяща почти всички аспекти на музикалната индустрия на територията на Италия.

## Сертифициране

### Албуми
| Сертифициране | Преди 2005 | Преди 2008 | Преди 2009 | От 2009 |
| ------------- | ---------- | ---------- | ---------- | ------- |
| Златен        | 50,000     | 40,000     | 35,000     | 30,000  |
| Платинен      | 100,000    | 80,000     | 70,000     | 60,000  |
| Диамантен     | 500,000    | 400,000    | 350,000    | 300,000 |

Забележка: Мултиплатинен албум се счита този, който е продал над 120 000 копия, но все още не са продадени над 300 000,

### Сингли
Сертифицирането за сингли започва през 1999 г.
| Сертифициране | Преди 2005 | Преди 2009 | От 2009 |
| ------------- | ---------- | ---------- | ------- |
| Златен        | 25,000     | 10,000     | 15,000  |
| Платинен      | 50,000     | 20,000     | 30,000  |

Забележка: Мултиплатинен сингъл се счита този, който е продаден в повече от 60 000 копия, независимо дали е издаден на CD сингъл или за дигитално сваляне.

### Музикални ДВД-та
| Сертифициране | Преди 2009 | От 2009 |
| ------------- | ---------- | ------- |
| Златен        | 15,000     | 10,000  |
| Платинен      | 30,000     | 20,000  |

Забележка: Мултиплатинено DVD се счита това, което е продадено в повече от 40 000 копия.